# فرانک گاستامبید
فرانک گاستامبید فرانسوی: Franck Gastambide‎ (زادهٔ ۳۱ اکتبر ۱۹۷۸) بازیگر، کارگردان و فیلم‌نامه‌نویس فرانسوی است.
از فیلم‌های معروف او می‌توان به بازی در فیلم پاتایا، کایرا و تاکسی۵وبی قرار اشاره کرد.